# Eminem Presents: The Re-Up
Eminem Presents: The Re-Up es un mixtape, vendido como un álbum recopilatorio donde se promociona el sello discográfico Shady Records de Eminem y Paul Rosenberg y en el que participan artistas tales como Stat Quo, Ca$his, 50 Cent, Obie Trice, Bobby Creekwater & D12.

## Historia del álbum
Todo terminó como un proyecto para realizar una compilación underground, un producto auténtico, nada comercial, con producciones actuales y desconocidas, con la verdadera intención de lanzar a los nuevos artistas de Shady Records Stat Quo, Ca$his y Bobby Creekwater. 
"Pero lo que ocurrió - asegura Eminem - es que el material era tan bueno que las canciones fueron producidas como un álbum normal. Pensé que, en vez de lanzarlo tal cual, debíamos añadir algunas canciones, hacer un disco como otro cualquiera y colocarlo en las tiendas habituales para promocionar mejor a los nuevos talentos". 
El álbum fue supervisado por Eminem, que produjo la mayoría de las canciones. Una parte fue producida por The Alchemist - conocido por su trabajo con Cypress Hill, Nas, Snoop Dogg, Mobb Deep y Jadakiss - quien también se ocupó de la estructura de la compilación. 
Cada una de las canciones se estrena oficialmente en el disco, aunque "Billion Bucks" (Stat Quo) y "Cry Now (Remix)" (Obie Trice) producidos por LT Moe, han sonado en las radios. 
El primer sencillo y video es "You Don't Know" de Eminem, 50 Cent, Ca$his y Lloyd Banks. El rap sirve de nuevo para unir proyectos. 
El segundo sencillo del álbum es "Jimmy Crak Corn", que cuenta con la participación de 50 Cent y ha alcanzado ya el número uno en la lista del Bubbling Under Hot 100 Singles.
Este álbum es además resultado de la excelente relación entre Eminem y The Alchemist, después de largos e intensos momentos entre ambos como Mc y Dj respectivamente. 
La información falsa desenfrenada sobre "Eminem Presents The Re-Up" incluyó muchos listados falsos de pistas en Internet y la creencia de que la compilación sería un tributo a Proof de D12. "El álbum de D12 y ésos temas inéditos con Proof pronto saldrán", dijo Eminem, "pero el Re-Up es sólo sobre estos nuevos artistas y estas nuevas canciones. No es justo para ellos o para la memoria de Proof mezclarlos".
Eminem reveló en una entrevista en Shade 45 que él dibujó la cubierta del disco.
Entre todos los temas destacan especialmente "No Apologies" de Eminem, "Talkin' All That" de Ca$his, "City Of Gold" de Bobby Creekwater, "Murder" de Bizarre y Kuniva (ambos de D12) y The "Smack That (Remix)" con Akon.

## Lista de canciones
| #  | Título                           | Intérprete                                              | Duración |
| -- | -------------------------------- | ------------------------------------------------------- | -------- |
| 1  | "Shady Narcotics" (Eminem Intro) | Eminem                                                  | 0:56     |
| 2  | "We're Back"                     | Eminem, Stat Quo, Obie Trice, Bobby Creekwater & Ca$his | 3:59     |
| 3  | "Pistol Pistol (Remix)"          | Obie Trice                                              | 2:25     |
| 4  | "Murder"                         | Bizzare & Kuniva                                        | 2:10     |
| 5  | "Everything Is Shady"            | Ca$his                                                  | 4:29     |
| 6  | "The Re-Up"                      | Eminem & 50 Cent                                        | 2:57     |
| 7  | "You Don't Know"                 | Eminem, 50 Cent, Ca$his, & Lloyd Banks                  | 4:17     |
| 8  | "Jimmy Crack Corn"               | Eminem & 50 Cent                                        | 3:54     |
| 9  | "Trapped"                        | Proof                                                   | 0:58     |
| 10 | "Whatever You Want"              | Swifty McVay & Mr. Porter                               | 2:49     |
| 11 | "Talkin' All That"               | Ca$his                                                  | 4:05     |
| 12 | "By My Side"                     | Stat Quo                                                | 4:06     |
| 13 | "We Ride for Shady"              | Obie Trice & Ca$his                                     | 3:08     |
| 14 | "There He Is"                    | Bobby Creekwater                                        | 4:25     |
| 15 | "Tryin' ta Win"                  | Stat Quo                                                | 3:52     |
| 16 | "Smack That (Remix)"             | Akon Feat. Stat Quo & Bobby Creekwater                  | 5:11     |
| 17 | "Public Enemy #1"                | Eminem                                                  | 1:58     |
| 18 | "Get Low"                        | Stat Quo                                                | 3:19     |
| 19 | "Ski Mask Way" (Eminem Remix)    | 50 Cent                                                 | 3:05     |
| 20 | "Shake That" (Remix)             | Eminem Feat. Nate Dogg, Obie Trice & Bobby Creekwater   | 2:59     |
| 21 | "Cry Now" (Shady Remix)          | Obie Trice, Kuniva, Bobby Creekwater, Ca$his & Stat Quo | 5:09     |
| 22 | "No Apologies"                   | Eminem                                                  | 4:18     |
| 23 | "Billion Bucks"                  | Stat Quo                                                | 3:52     |

### Sencillos
- You Don't Know

(En el video 50 Cent,Eminem,Lloyd Banks y Ca$his están condenados a muerte.
Considerado uno de los mejores temas de Hip Hop de la historia)
- Jimmy Crack Corn

- Datos: Q1128791